# Другий дивізіон шотландської футбольної ліги
Другий дивізіон Шотландської футбольної ліги  — третій рівень системи футбольних ліг Шотландії та (з 1998 року) другий дивізіон Шотландської футбольної ліги з 1975 по 2013 рік.

## Історія
Другий дивізіон ШФЛ було створено в 1975 році в ході реформування Шотландської футбольної ліги. Ціллю реформування було збільшення кількості дивізіонів в лізі. Перший рівень системи став називатися Прем'єр-дивізіон, другий — Перший дивізіон, а новий третій рівень — Другий дивізіон.
В 1998 році клуби Прем'єр-дивізіону відділились від Шотландської футбольної ліги і заснували Прем'єр-лігу (ШПЛ). Другий дивізіон залишився третім рівнем системи футбольних ліг Шотландії, але став другим за ієрархією дивізіоном в ШФЛ. В 2013 році ШПЛ та ШФЛ об'єдналися в Шотландську професійну футбольну лігу і Другий дивізіон в футбольній ієрархії замінився Першою лігою.

## Формат змагання
З 1994 по 2013 рік Другий дивізіон складався з 10 команд. Першість проводилася в 4 кола. Команди отримували 3 очки за перемогу та 1 очко за нічию. В разі поразки бали не нараховувалися. У випадку, коли декілька команд набрали однакову кількість очок враховувалися спочатку різниця забитих і пропущених м'ячів, а потім кількість забитих м'ячів. В кінці кожного сезону клуб з найбільшою кількістю очок оголошувався переможцем першості. Якщо кількість набраних очок у кількох команд була рівною, то різниця м'ячів, а при однаковій різниці, кількість забитих м'ячів визначали переможця. З 1998 по 2006 рік дві перші команди першості напряму потрапляли до Першого дивізіону, а дві останні — до Третього. З 2006 по 2013 рік тільки переможець першості напряму потрапляв в Перший дивізіон, в той час як місця з 2-го по 4-те, а також 9-те місце Першого дивізіону грали плей-офф. Остання команда першості автоматично понижувалася в класі, а клуб, що зайняв 9-те місце грав плей-офф з 2-м, 3-м та 4-м місцем Третього дивізіону. 